# Президентские выборы в Сингапуре (2017)
Президентские выборы в Сингапуре прошли 13 сентября 2017 года. Прежний президент Сингапура Тони Тан сложил полномочия 31 августа. Выборы стали первыми президентскими выборами после поправок, внесённых в Конституцию, по которым пост президента резервируется за определённой национальной группой по определённой модели. Выборы 2017 года были зарезервированы за «малайской расой», сингапурского меньшинства, представитель которой не был президентом с 1970 года.
Номинация в кандидаты закончилась 13 сентября и выборы должны были состояться 23 сентября. Однако, в соответствии со строгоми критериями, установленными в Конституции, Избирательная комиссия заявила 11 сентября, что она зарегистрировала единственного кандидата Халиму Якоб, бывшую ранее спикером парламента. Соответственно 13 сентября Халима Якоб была объявлена избранным президентом и была возведена в должность президента на следующий день, став 8-м президентом Сингапура.
Следующие президентские выборы 2023 года будут открытыми.